# Winiec (Bisztynek)
Winiec (deutsch Wienken) ist ein Ort in der polnischen Woiwodschaft Ermland-Masuren. Er gehört zur Gmina Bisztynek (Stadt- und Landgemeinde Bischofstein) im Powiat Bartoszycki (Kreis Bartenstein).

## Geographische Lage
Winiec liegt in der nördlichen Mitte der Woiwodschaft Ermland-Masuren, 16 Kilometer östlich der früheren Kreisstadt Heilsberg (polnisch Lidzbark Warmiński) bzw. 17 Kilometer südlich der heutigen Kreismetropole Bartoszyce (deutsch Bartenstein).

## Geschichte
Der noch vor 1820 Winken genannte Weiler bestand vor 1945 aus ein paar kleinen Höfen und Gehöften. Als Landgemeinde kam Wienken 1874 zum neu gebildeten Amtsbezirk Wuslack (polnisch Wozławki) im ostpreußischen Kreis Heilsberg.
Im Jahre 1885 zählte Wienken 68 Einwohner, im Jahre 1905 waren es 64, und im Jahre 1910 noch 57.
Am 22. März 1928 verlor Wienken seine Eigenständigkeit: das Dorf wurde in die Nachbargemeinde Schulen (polnisch Sułowo) eingegliedert.
Als 1945 in Kriegsfolge das gesamte südliche Ostpreußen an Polen fiel, erhielt Wienken die polnische Namensform „Winiec“. Heute ist der kleine Ort Teil der Stadt- und Landgemeinde Bisztynek (Bischofstein) im Powiat Bartoszycki (Kreis Bartenstein), von 1975 bis 1998 der Woiwodschaft Olsztyn, seither der Woiwodschaft Ermland-Masuren zugeordnet.

## Kirche
Bis 1945 war Wienken in die evangelische Kirche Bischofstein in der Kirchenprovinz Ostpreußen der Kirche der Altpreußischen Union, außerdem in die römisch-katholische Heilig-Kreuz-Kirche in Schulen (polnisch Sułowo) im damaligen Bistum Ermland eingepfarrt.
Heute gehört Winiec katholischerseits weiterhin zur Pfarrei Sułowo, die nun dem Erzbistum Ermland zugehört. Evangelischerseits ist Winiec der Kirche in Bartoszyce (Bartenstein) zugeordnet, einer Filialkirche der Johanneskirche Kętrzyn (Rastenburg) in der Diözese Masuren der Evangelisch-Augsburgischen Kirche in Polen.

## Verkehr
Winiec liegt an einer Nebenstraße, die Bisztynek an der polnischen Landesstraße 57 mit Rokitnik (Thegsten) an der Woiwodschaftsstraße 513 verbindet.
Ein Bahnanschluss besteht nicht mehr, seit 1945 die Bahnstrecke Schlobitten–Wormditt–Heilsberg–Rößel–Rastenburg–Angerburg mit der seit 1904 bestehenden nächstliegenden Bahnstation Thegsten in Kriegsfolge aufgegeben wurde.